# Giuseppe Renzi
Giuseppe Renzi (Forlì, 22 ottobre 1897 – Alture di Gosc-Mens, 20 dicembre 1937) è stato un militare italiano, decorato di medaglia d'oro al valor militare alla memoria nel corso delle operazioni di controguerriglia in Africa Orientale Italiana.

## Biografia
Nacque a Forlì il 22 ottobre 1897, figlio di Maria. Si arruolò nel Regio Esercito come soldato semplice nel settembre 1916, in piena prima guerra mondiale, assegnato al 69º Reggimento fanteria. In seguito partecipò ad un corso allievi ufficiali di complemento presso il V Corpo d'armata, venendo promosso sottotenente. Caduto prigioniero di guerra rientrò in Italia dopo la firma dell'armistizio di Villa Giusti, congedatosi nel giugno 1920 dal 48º Reggimento fanteria col grado di tenente. Assunto dall'amministrazione statale come ufficiale telegrafico, fu dapprima in servizio presso l'Ufficio postale telegrafico di Trieste e poi in quello della sua città natale dove sposò la signorina Clotilde Gori. Fu poi egli stesso istruttore e direttore di corsi premilitari presso la città di Villafranca. Richiamato in servizio attivo a domanda e mobilitato per le esigenze legate alla guerra d'Etiopia nel luglio 1935, fu destinato al Regio corpo truppe coloniali della Libia sbarcando a Tripoli il 29 gennaio 1936. Assegnato al LVI Battaglione del 5º Reggimento coloniale, assunse il comando della 4ª Compagnia mitraglieri con la promozione a capitano nel luglio successivo, e tre mesi dopo partì per l'Africa Orientale Italiana sbarcando a Massaua, in Eritrea, il 14 ottobre. Si distinse durante le operazioni di controguerriglia, venendo decorato con la croce di guerra al valor militare a Uoldè, 1937. Cadde in combattimento sulle Alture di Gosc-Mens il 20 dicembre 1937, e fu decorato con la medaglia d'oro al valor militare alla memoria. La salma fu riportata in Patria e dopo i funerali  tenutesi nella Cattedrale di Forlì alla presenza di numerose autorità civili e militari venne tumulata nel locale cimitero. Una via di Forlì porta il suo nome.

### Annotazioni
1. ↑  I funerali si tennero circa un mese dopo il decesso a causa dei tempi necessari al rimpatrio della salma, e vi parteciparono il colonnello Curli in rappresentanza del Prefetto, il console Gigli (vice comandante della GIL), il direttore provinciale delle Poste cavalier ufficiale D'Aragona, il fiduciario dell’Associazione provinciale delle Poste cavalier Semprini e molte altre autorità.

### Fonti
1. 1 2 3 4 5 6 7 8  Combattenti Liberazione.
2. 1 2  Gruppo Medaglie d'Oro al Valor Militare 1965, p. 274.
3. 1 2 3 4  Forlipedia.
4. ↑  Registrato alla Corte dei conti lì 7 agosto 1939, registro 6 Africa Italiana, foglio 326.
5. ↑   RENZI Giuseppe, Medaglia d'oro al valor militare, su Presidenza della Repubblica.